# Culture ibéro-languedocienne
 (novembre 2023).
Le terme de culture ibéro-languedocienne désigne, pour certains archéologues, la culture des occupants du Languedoc occidental durant l’Âge du Fer (des VIe au IVe siècle av. J.-C.). Elle résulte de contacts des populations indigènes, les Élisyques, avec les influences ibériques.

## Une culture ouverte sur la Méditerranée
Les archéologues, compte tenu des connaissances actuelles, restent prudents pour définir la culture des Élisyques qui peuplaient, à cette époque-là, la zone allant du fleuve Hérault au Cap Leucate, aux Corbières et à la moyenne vallée de l’Aude.
Ces populations avaient originellement des points communs avec les peuples ibères, installées au sud des Pyrénées, mais aussi avec les peuples situés à l’est de l’Hérault. Toutefois, il semble que le territoire élisyque se soit différencié de ses voisins de l’Est en particulier par deux éléments qui le rapprochent de la culture ibérique : la présence d'ateliers locaux de production des céramiques peintes connues sous le nom d'« ibériques » et « ibéro-languedociennes » et l'usage de l'écriture et de la langue ibériques, au moins dans les relations commerciales.
Par ailleurs, la culture ibéro-languedocienne se caractérise par l’assimilation des influences méditerranéennes, des Phéniciens d’abord, puis des Grecs à travers les comptoirs d’Empùries, de Massalia et d’Agathé Tyché (Agde) ; le même phénomène ayant marqué les régions du nord-est, de l’est et du sud-est de la péninsule ibérique. A ces contacts, la région du Languedoc occidental a vu le développement rapide d'un artisanat céramique régional où les vases peints à motifs géométriques de style ibérique connaissent un succès important du VIe au IVe siècle av. J.-C. En même temps, la trace d’échanges est visible entre le Languedoc occidental et les régions ibères, dont des produits agricoles, conditionnés dans des amphores et probablement dans des jarres peintes.
On peut donc parler d’affinités culturelles entre le Languedoc occidental et les régions ibères. Mais on ne peut pas parler d’homogénéité de peuplement entre ces régions. Ce que l’on a pu appeler l’Ibérie elle-même n’a jamais été habitée par une peuple unique, encore moins elle n’a constitué une nation ; elle est surtout une entité géographique englobant un certain nombre de peuples indépendants mais liés par une même culture.
Les archéologues incluent donc le Languedoc occidental dans la sphère économique et culturelle ibérique, ce qui n’enlève rien aux caractères spécifiques de la culture des populations locales.